# F.M. Knuth
 Der er flere personer med dette navn, se Frederik Marcus Knuth (flertydig).
Frederik Marcus lensgreve Knuth (født 11. januar 1813 i Christiania, død 8. januar 1856 i København) var en dansk lensgreve, amtmand, minister og medlem af Den Grundlovgivende Rigsforsamling.

## Biografi
Han var søn af Eggert Christopher greve Knuth (1786 – 1813), der var konstitueret amtmand over Akershus Amt og Karen F. Rosenkrantz (1792 – 1837).
Kun fem år gammel arvede Frederik Marcus Knuth efter sin farfar, gehejmeråd Frederik greve Knuth, grevskabet Knuthenborg, med store jordområder og som var var forbundet med Fideikommiskapitaler på over 2 millioner kr. Han blev opdraget hos hos faderens svoger, greve A.W. Moltke på Bregentved, blev privat dimitteret 1829 og 4 år efter juridisk kandidat.
Frederik Marcus Knuth overtog efter en udlandsrejse med ungdomsvennen C. C. Hall, i 1837, det da forsømte grevskab på Lolland. Han anlagde i 1841 – 1843 Bandholm Havn. I 1847 udnævntes han til Amtmand i Sorø, og blev senere direktør for Sorø Akademi og forstander for Herlufsholm.
Frederik Marcus Knuth var udenrigsminister i Danmarks første valgte regering: martsministeriet eller Ministeriet Moltke I der sad fra 22. marts 1848 – 16. november 1848. Han var i Folketinget 1852-1853, og i Landstinget. fra 1854; Han var medlem af den store landbokommision i 1849, og blev i 1855 medlem af Rigsretten.
F.M. Knuth var kongevalgt medlem af Den Grundlovgivende Rigsforsamling og medlem af Folketinget valgt Københavns 5. valgkreds fra 4. august 1852 til 27. maj 1853. Han var medlem af Landstinget valgt i 9. kreds fra 2. marts 1854 til 20. juni 1855 og valgt i 5. kreds fra 20. juni 1855 til 8. januar 1856.